# 高雄市公車72路
高雄市公車72路，由漢程客運營運，起點為金獅湖站，終點為中正高工（國軍高雄門診中心）。

## 歷史
- 2013年12月16日：漢程客運接駛試營運。
- 2014年6月8日：低地板公車路線宣導。[6]
- 2021年9月1日：「高雄火車站（捷運高雄車站）」更名為「高雄車站（中山路）」、「林森路口」站更名為「建國林森路口」。

## 停站
參見右側路線圖

## 外部連結
- 高雄市公車動態資訊系統 （页面存档备份，存于）
- 台灣愛巴士交通聯盟官網 （页面存档备份，存于）
- 轉動高雄青春夢的Facebook專頁